# Gerhard Louis De Geer
Nam tước Gerhard Louis De Geer xứ Finspång (thường biết đến cái tên Louis De Geer; 27 tháng 11 năm 1854 – 25 tháng 2 năm 1935) là chính trị gia người Thụy Điển, ông là thượng nghị sĩ của Riksdag 1901-14, và thống đốc Hạt Kristianstad 1905-23, và Thủ tướng Thụy Điển trong 121 ngày năm 1920-1921.